# Tritogenia sulcata
Tritogenia sulcata är en ringmaskart som beskrevs av Johan Gustaf Hjalmar Kinberg. Tritogenia sulcata ingår i släktet Tritogenia och familjen Glossoscolecidae. Inga underarter finns listade i Catalogue of Life.